# Habenaria koordersii
Habenaria koordersii är en orkidéart som beskrevs av Johannes Jacobus Smith. Habenaria koordersii ingår i släktet Habenaria och familjen orkidéer. Inga underarter finns listade i Catalogue of Life.